# Margarita Isabel
Margarita Isabel Morales González (Ciudad de México; 25 de julio de 1941-Cuernavaca, Morelos; 9 de abril de 2017) fue una locutora, periodista y  primera actriz mexicana. Madre del también actor Mario Iván Martínez y esposa del locutor de radio Mario Iván Martínez. Como periodista en los años setenta y ochenta, fue locutora y productora para RTC, el Instituto Nacional del Consumidor y para el Canal 13 con el programa de corte feminista Ellas en el Mundo.

## Trayectoria
Como actriz se inició con el célebre mentor Seki Sano y en el Instituto Nacional de las Bellas Artes, que la galardonó como mejor actriz de su generación (1960). El 8 de abril de 1961 contrajo nupcias con el locutor radial Mario Iván Martínez Ortega, con quien procreó dos hijos: Mario Iván y Eugenio. La pareja se divorció en 1967. Siempre se calificó como una mujer de izquierda, Margarita Isabel procedió a  participar activamente en el movimiento estudiantil del 68. Su testimonio sobre los eventos de la noche de Tlatelolco fueron recogidos por Elena Poniatowska en su libro sobre esa trágica noche, de la cual Margarita Isabel fue testigo presencial.[cita requerida]
Continuó su carrera en el teatro como mujer divorciada y madre independiente, debutando en el Palacio de las Bellas Artes en el papel de la reina Titania en Sueño de una noche de verano de Shakespeare con la Compañía Nacional de Teatro bajo la dirección de José Solé.[cita requerida]
Tuvo a su cargo importantes roles en puestas teatrales como Fuenteovejuna y Las paredes oyen, de Calderón de la Barca, Ricardo III, de Shakespeare, bajo la dirección de [[udwik Margulles, Tolerancia del universo con textos de Santa Teresa de Ávila con dirección de Héctor Mendoza, Así que pasen cinco años de García Lorca bajo la batuta de Julio Castillo, Salón Calavera de Alejandro Aura, El avaro de Molière con Rafael Inclán, Contradanza con Claudio Obregón, Madre Coraje de Brecht con Ofelia Guilmain y Ana Karenina de Tolstói con Silvia Pinal en el Teatro Hidalgo. 
En 1977 se unió al Sindicato de Actores Independientes S.A.I. que fundara Enrique Lizalde y fue miembro activo de éste hasta su disolución cuatro años después.
De 1978 a 1982 fue  actriz-comediante en teatro cabaret de sátira política en el Café Colón de Reforma y en el célebre Bar Guau de San Ángel al lado de actrices como Lupe Vázquez y Martha Ofelia Galindo. 
Creó asimismo un espectáculo unipersonal de corte feminista, La mujer de todos de Darío Fo, que presentó en múltiples recintos teatrales por todo el país.
Dirigió y adaptó La noche de Epifanía de Shakespeare, puesta que fuera programada en el Teatro Virginia Fábregas, el Centro Cultural Helénico y el Foro Shakespeare y para el programa de teatro escolar del Instituto Nacional de Bellas Artes.
Durante cinco años fue pareja sentimental del actor y periodista Rolando de Castro y por un periodo de 10 años, del actor Armando Palomo, hoy Libertad.
Amén de participar en múltiples y exitosas  telenovelas como Cuna de lobos, Teresa, El pecado de Oyuki, Amarte es mi pecado, Alcanzar una estrella y La madrastra, en cine fue merecedora en varias ocasiones de los Premios Ariel y Diosa de Plata por su desempeño en cintas como Como agua para chocolate de Laura Esquivel y Alfonso Arau, Danzón con María Rojo, Mujeres insumisas, La hija del caníbal de Antonio Serrano  y Dos crímenes de Roberto Sneider, entre otros trabajos. Su última intervención fue en la telenovela Palabra de mujer, y al terminarla decidió retirarse por problemas de salud.
En los últimos 10 años Margarita Isabel estuvo retirada de la vida artística en su casa de Cuernavaca Morelos, donde encontró solaz en la escritura, la jardinería, el activismo político y en varias colaboraciones como productora de los proyectos artísticos de su hijo el actor Mario Iván Martínez, donde participó como actriz, productora y guionista.

## Muerte
Falleció la mañana de 9 de abril de 2017 en el Hospital Center de Cuernavaca, Morelos, por complicaciones respiratorias. Le sobreviven sus dos hijos y su nieta Natalia Andrea.

## Telenovelas
- Palabra de mujer (2007-2008) - Consuelo Vda. de Ibarra
- Mundo de fieras (2006-2007) - Otilia Álvarez de Velásquez
- La madrastra (2005) - Carmela San Román
- Amarte es mi pecado (2004) -  Alejandra Madrigal de Horta
- Golpe bajo (2000-2001) - Eugenia Bernal
- Marea brava (1999) - Lupe
- Alguna vez tendremos alas (1997) - Verónica del Olmo
- Luz Clarita (1996) - Verónica
- Confidente de secundaria (1996) - Soledad
- Volver a empezar (1994) - Aurora
- Valentina (1993-1994) - Martha
- Triángulo (1992)
- Carrusel de las Américas (1992)
- Baila conmigo (1992) - Catalina
- Alcanzar una estrella II (1991) - Rita del Castillo de Mastreta[2]
- Alcanzar una estrella (1990) - Rita del Castillo de Mastreta
- Teresa (1989) - Marcela
- El pecado de Oyuki (1988) - May
- Cuna de lobos (1986) - Sra. Cifuentes
- Caminemos (1980) - Dra. Monroy

## Cine
- Dame tu cuerpo (2003) - Dafne
- La hija del caníbal (2003) - Mamá de Lucía
- La mirada de la ausencia (1999)
- ¡Que vivan los muertos! (1998)
- Reencuentro (1997) - Lidia
- Mujeres insumisas (1995) - Rosa
- Dos crímenes (1995) - Amalia
- Me tengo que casar/Papá soltero (1995)
- Perfume, efecto inmediato (1994)
- La última batalla (1993) - Directora de colegio
- Cronos (1993) - Mercedes
- Abuelita de Bakman (1993)
- Golpe de suerte (1992)
- Tres son peor que una (1992)
- Más que alcanzar una estrella (1992) - Mamá de Rosita
- Los años de Greta (1992) - Amiga de Nora
- Como agua para chocolate  (1992) - Paquita Lobo
- Contigo en la distancia (1991) - Lina
- Con el amor no se juega (1991)
- Danzón (1991) - Silvia
- Lo que importa es vivir (1987) - Viuda
- Chido Guan, el tacos de ojo (1986) - Carolina
- Preludio (1983)
- Las apariencias engañan (1983) - Yolanda
- María de mi corazón (1973) - Enfermera/prostituta
- Amor libre (1979)
- Naufragio (1978) - Vecina
- Oye Salomé! (1978)
- La otra virginidad (1975) - Mujer suicida
- Los meses y los días (1973) - Madre de Cecilia
- El juego de Zuzanka (1970) - Selma
- Los recuerdos del porvenir (1969) - Mujer de Lucas

## Series
- Mujeres asesinas (2009) - Carmen (Episodio: "Tita Garza, estafadora")
- Cuentos para solitarios (1999) - Alfonsina
- ¿Qué nos pasa? (1998)
- Mujer, casos de la vida real (1995-1997)
- La hora marcada (1990) - Madre
- De par en par  (1986)

## Teatro
- Entre los muertos (1961)
- Pollo, mitote y casorio (1967)
- La fonda de las siete cabrillas' (1967)
- Sueño de una noche de verano Titania (1969)
- El centro delantero murió al amanecer (1970)
- Así que pasen cinco años Novia (1971)
- La muerte de Juárez Princesa Salm-Salm (1972)
- Las paredes oyen Doña Ana (1973)
- Fuenteovejuna Laurencia (1974)
- ¿Qué pasó con Cenicienta? (1975) Infantil de su autoría y dirección
- Ana Karenina Princesa Betsy (1978)
- Salón Calavera Astarté y Chivera (1977-1982)
- El presente perfecto Profesora (1982)
- Contradanza (1985)
- Cada quién su vida (1988)
- Madre coraje (1989)
- El rugido Teatro Cabaret (1978 - 1982)
- La maestra bebe un poco (1990)
- El avaro (1992)
- La noche de Epifanía (1993 - 2000) Dirección
- Cuentos en dulce (2006)
- La mujer de todos (2002 - 2007) Unipersonal

Como conductora, productora y periodista creó:
Una canasta llena de.. (1973-1977)
Programa para RTC de orientación al consumidor
Ellas en el mundo 
Programa de corte feminista 
para Canal 13, Imevisión (1980)

## Premios y nominaciones

### Premios TVyNovelas
| Año  | Categoría               | Telenovela                | Resultado |
| ---- | ----------------------- | ------------------------- | --------- |
| 2006 | Mejor Actriz de Reparto | La madrastra              | Nominada  |
| 2004 | Mejor Primera actriz    | Amarte es mi pecado       | Nominada  |
| 1998 | Mejor Actriz de Reparto | Alguna vez tendremos alas | Nominada  |